# Mainxe

Mainxe este o comună în departamentul Charente, Franța. În 1 ianuarie 2018 avea o populație de 665 de locuitori.